# 曼哈顿音乐学院
曼哈顿音乐学院是位于纽约市西北部的一家音乐学校。该学校颁授学士、硕士和博士学位，有古典及爵士表演和作曲的专业。现有275名教员和来自30个国家的800名学生。学院还有预科分支，每学年训练400名学生。
学校建于1917年，位于晨边高地的克莱蒙特大道，毗邻百老汇和第122大街。学生多住在校内的安德森学生宿舍。现在学校有75%的学生来自纽约之外，31%来自国外。